# الثقات
کتاب الثِقات (راستان) نوشتهٔ ابن حبان یکی از منابع مهم و معتبر در علم رجال (راوی‌شناسی احادیث) یعنی شناخت حال بازگوگران حدیث است. حدیث‌پژوهان و مجتهدان برای بررسی درستی یا ضعف راویان و تشخیص راویان مورد اعتماد از راویان ناتوان یا مردود، به این کتاب مراجعه می‌کنند.
نویسنده در آن با دلایل نشان داده که بیان وضعیت راویان ضعیف ضروری است، و به کسانی که این کار را رد می‌کنند، پاسخ داده است. ابن حبان در این کتاب بیست دلیل برای مردود دانستن راوی آورده و همچنین برخی از گونه‌های احادیث راویان مورد اعتماد را نیز ذکر کرده که با وجود وثاقت راوی، قابل استناد نیستند. کتاب «الثقات» را می‌توان دانشنامه‌ای گسترده از نام‌های راویان حدیث دانست که دربارهٔ آنان داوری‌هایی (چه پذیرفته‌شده و چه محل‌اختلاف) وجود دارد.
او در این کتاب به ذکر صحابه و تابعین مورد اعتماد از منظر خویش پرداخته است. او در زمینه توثیق، نزد برخی رجالیون اهل سنت، متهم به تسهیل است. با این حال، وی در این کتاب برخلاف کتاب تاریخ الکبیر خویش، به ذکر تفصیل، مستندات را ذکر نکرده است.
این کتاب در میان سال‌های ۱۳۹۳ تا ۱۴۰۳ ه‍. ق، به کوشش سید عزیز بیگ، در حیدرآباد دکن تحقیق و به چاپ رسیده است.

## روش نویسنده
ابن حبان در این کتاب، بیش از ۴۴۷۵ تن از راویان حدیث را گرد آورده که شامل صحابه، تابعین، تابعینِ تابعین، و کسانی است که از ایشان روایت کرده‌اند. او نام راوی، کسانی که از آن روایت کرده و کسانی که از او روایت کرده‌اند را می‌آورد. با این حال، ابتدای کتاب را به بیش از ۲۴۵ صفحه دربارهٔ رویدادهای سیره نبوی و نام‌های خلفای پس از پیامبر اسلام تا خلافت مطیع عباسی اختصاص داده است.
در مقدمه، نویسنده چنین می‌گوید:
چون دیدم شناخت سنت‌ها یکی از پایه‌های بزرگ دین است و نگهداری از آن بر بسیاری از مسلمانان بایا است، و راهی برای شناخت بازگفته‌های نادرست از درست و برای بهره‌گیری درست از دلیل شرعی جز از راه شناخت چندوچون راویان سست نیست، تصمیم گرفتم نام بسیاری از محدثان و فقیهان نیک‌سیرت و کسانی را که راه آنان را پیموده‌اند، بی‌ذکر سند، و با اختصار گردآورم تا حفظ آن برای فقیهان آسان و درک آن برای حافظان دشوار نباشد. از خدا خواهان توفیق در آنچه به ما سفارش کرده و یاری در آنچه قصد کرده‌ایم هستم.

## مؤلف
ابن حبان محدث برجستهٔ سنی مذهب و ایرانی بود که به سال ۹۶۵ میلادی از دنیا رفت. او از استادان برجسته‌اش ابوبکر ابن خزیمه بود و ابوعبدالله حاکم نیشابوری از او روایت کرده است. حاکم نیشابوری در توصیف او آورده است که «او از معادن دانش در فقه، لغت و حدیث بود» همچنین ذهبی درباره‌اش نوشته است: «او امام، علامه، حافظ و شیخ خراسان بود.»